# Ex vivo
ex vivo（エクスビボ）とは、「生体外で」を意味する用語であり、学術論文などにもしばしば登場する。由来はラテン語。
in vivoでの実験は各種の条件が人為的にコントロールされている条件という意味で、自然環境の変化を最小限に抑えながら、外部環境内の生物体内または組織上で行われる実験または測定で主に培養組織や培養細胞で観察される現象を指すのに使われ、ex vivo条件は、「自然な」環境を変更することを犠牲にして、in vivoでの実験（無傷の生物において）よりも制御された条件下で、生物の細胞または組織に対する実験を可能にする。
ex vivoという用語は、試験されるサンプルが生物から抽出されたことを意味する。（「ガラス内」を意味する）in vitroでは、試験される試料が観察対象から得られることを意味し、次に培養して管理下における試料の生成による、ex vivoの結果は、細胞に供給される生物にのみ適用され、in vitroの結果は、使用される細胞系にのみ適用されるので両方の場合のテストが「ガラスの中」であっても、これらの2つの用語は同義ではない。
生体外組織を使用することの主な利点は、他の点では生きている対象において可能でないか、または倫理的ではない試験または測定を行う能力である。
細胞生物学において、ex vivoの手順は、生物から採取した生きた細胞または組織をしばしば含み、実験のために十分な細胞を得るために、通常24時間まで、無菌条件下で実験室装置で培養される。実験は、一般に、24時間のインキュベーション後に開始する。生きた細胞または同じ生物由来の組織を使用することは、依然として生体外であると考えられる。